# Idaea nanata
Idaea nanata là một loài bướm đêm trong họ Geometridae.